# Тенайука

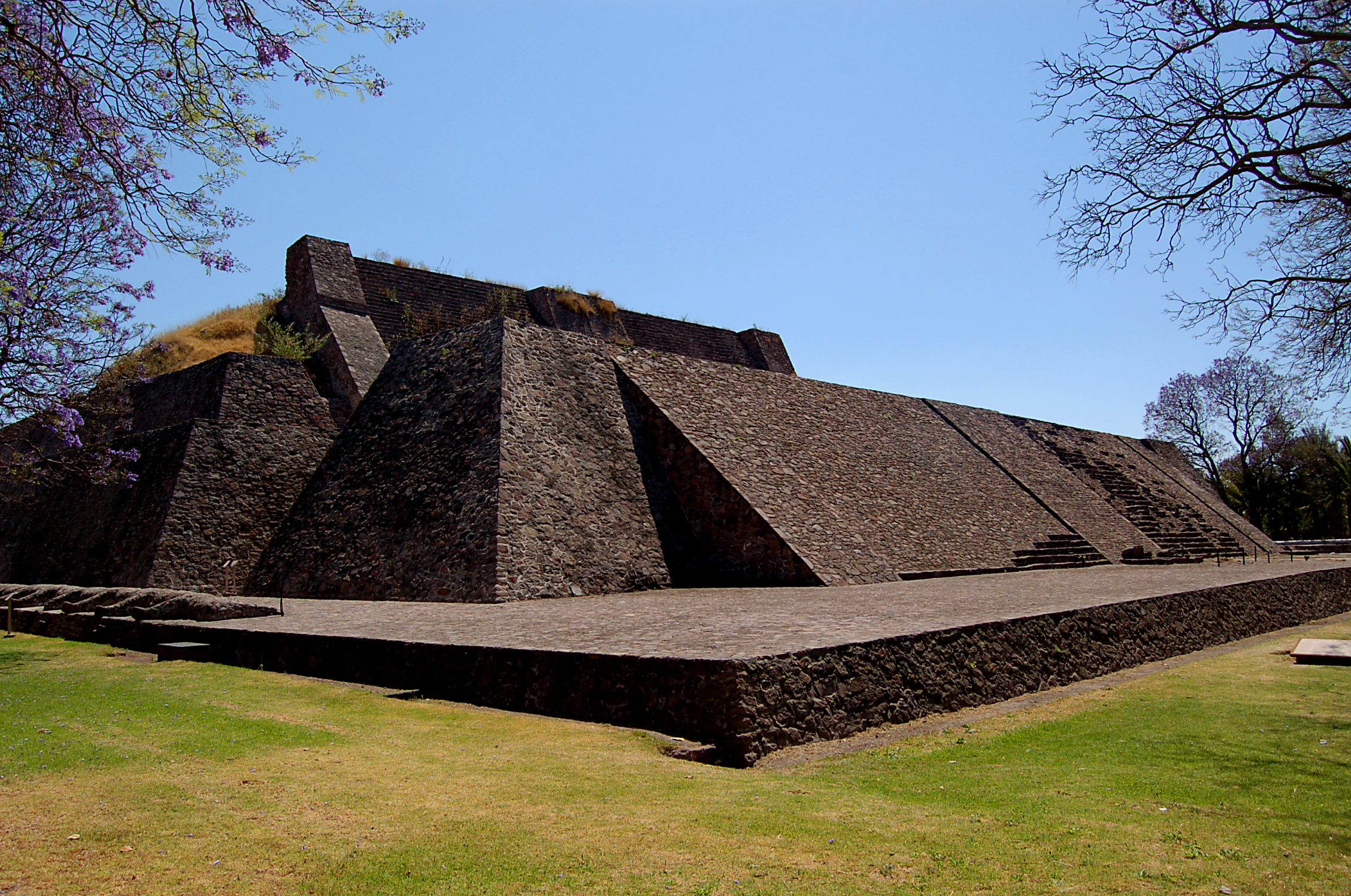
Пирамида в Тенайуке, на фасаде видна главная лестница

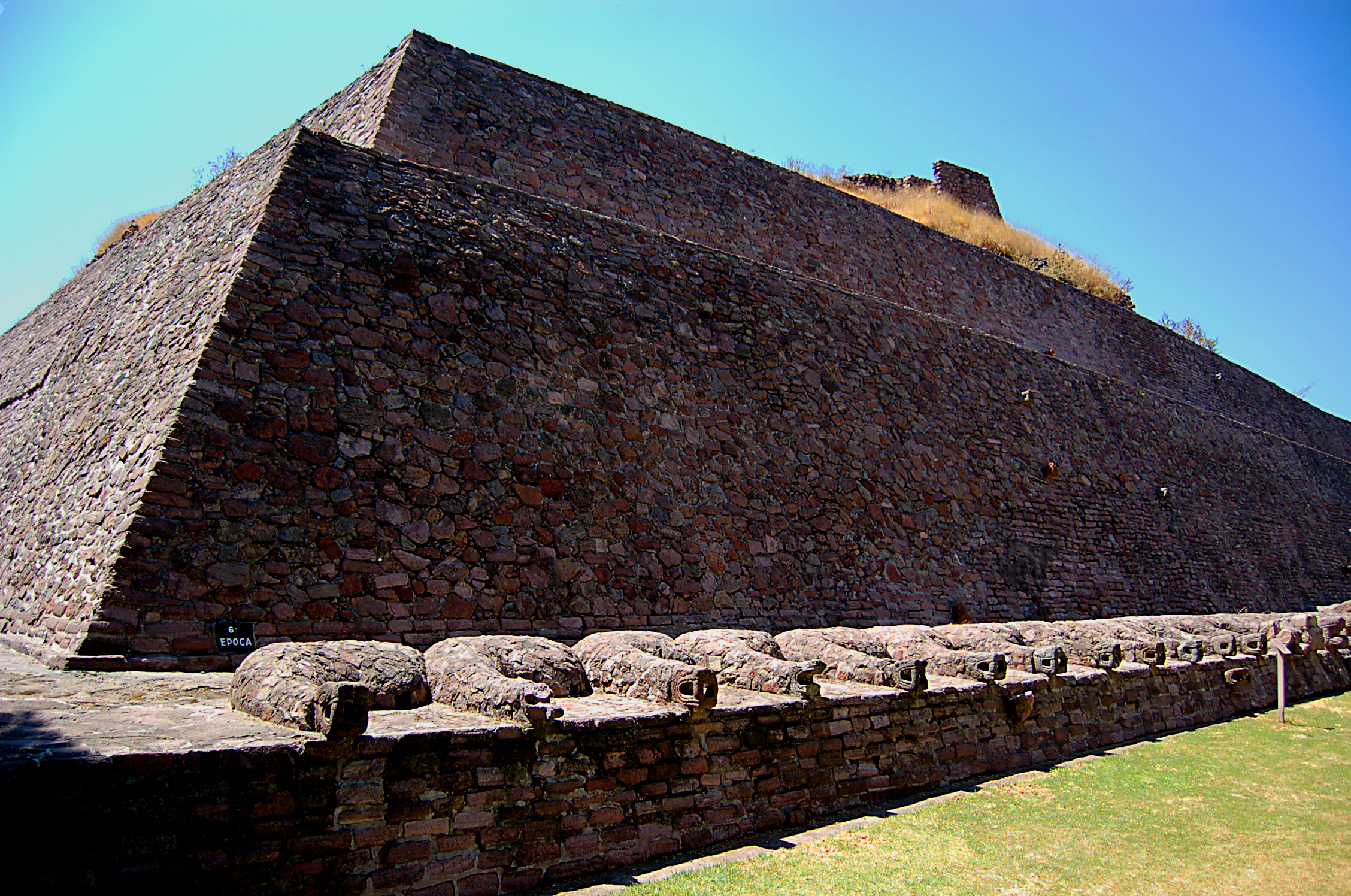
Деталь северной части пирамиды; видна часть стены с изображениями змей

Тенайука (аст. Tenayocan, англ. Tenayuca), дословно «место, окружённое стенами». Археологическая зона с руинами культуры чичимеков. Находится в муниципалитете Тлальнепантла-де-Бас в штате Мехико близ города Мехико. В древности город находился на северо-западном побережье озера Тескоко. Археологические исследования зоны начались около 1920 года.

## История
Предполагается, что город Тенайука около 1200 г. основал на холме Тенайя предводитель чичимеков по имени Шолотль, и этот город был первым культурным центром чичимеков. Позднее влияние чичимеков распространилось на многие поселения в долине Мехико, однако город Тенайука сохранял своё значение в качестве политического и религиозного центра до тех пор, пока тлатоани Кинацин не перенёс столицу в Тешкоко. 
Позднее Тенайуку завоевали ацтеки, и город оставался под властью Теночтитлана до испанского нашествия в 1521 году. После испанского завоевания Мексики город пришёл в упадок и был разрушен, как и многие другие мезоамериканские сооружения, с целью добычи строительного материала.

## Современность
В настоящее время рядом с археологической зоной находится «Музей Шолотля», где представлены артефакты, обнаруженные в Тенайуке. Музей открыт с 10:00 до 16:30 часов по всем дням, кроме понедельника. По воскресеньям вход бесплатный.